# Louise and Liza
Louise and Liza è un singolo 7" pubblicato dalla punk rock band NOFX nel 1999, che richiama il loro classico EP Liza and Louise, stavolta con riferimenti sessuali ancora più espliciti.

## Tracce
1. Louise
2. Liza

## Formazione
- Fat Mike - basso e voce
- El Hefe - chitarra e voce
- Eric Melvin - chitarra
- Erik Sandin - batteria